# Joandomènec Ros
Joandomènec Ros i Aragonès (Barcelona, 8 de marzo de 1946) es un biólogo, escritor y catedrático universitario español. Desde el 1 de septiembre de 2013 es presidente del Instituto de Estudios Catalanes (IEC).

## Biografía
Doctorado en Biología por la Universidad de Barcelona, es catedrático de Ecología en la misma universidad desde 1986. Ros ha trabajado en el departamento de Ecología también de la Universidad de Murcia. Es especialista en biología y ecología de organismos y comunidades bentónicas en el medio marino, aspectos sobre los que ha escrito diversos artículos para diferentes revistas científicas, así como una docena de libros. Su campo de trabajo también se ha centrado en la conservación de la naturaleza y la ecología general. Ha sido director del grupo de investigación de la Universidad de Barcelona sobre la ecología de los bentos en los ecosistemas acuáticos, integrado en el Laboratorio europeo asociado de Ciencias del Mar. También ha colaborado con la Generalidad de Cataluña en el Consejo de Protección de la Naturaleza  y coordina la Cátedra UNESCO de Medio Ambiente y Desarrollo sostenible en la universidad barcelonesa. Igualmente, ha sido director del programa de Ciencias del Mar de la Universidad del Mediterráneo y del programa Estrategia catalana para la conservación y el uso sostenible de la diversidad biológica (en catalán: Estratègia catalana per a la conservació i l'ús sostenible de la diversitat biològica), promovido por el Instituto de Estudios Catalanes. Presidente de la Universidad Catalana de Verano entre 2001 y 2008, fue galardonado con la medalla Narcís Monturiol al mérito científico y tecnológico en 2006.
En 2009 fue elegido vicepresidente del Instituto de Estudios Catalanes, organización a la que se incorporó en 1990 y donde ocupó el cargo de secretario general entre 2005 y 2009. En junio de 2013 fue elegido presidente de la institución en sustitución de Salvador Giner.